# Loggia

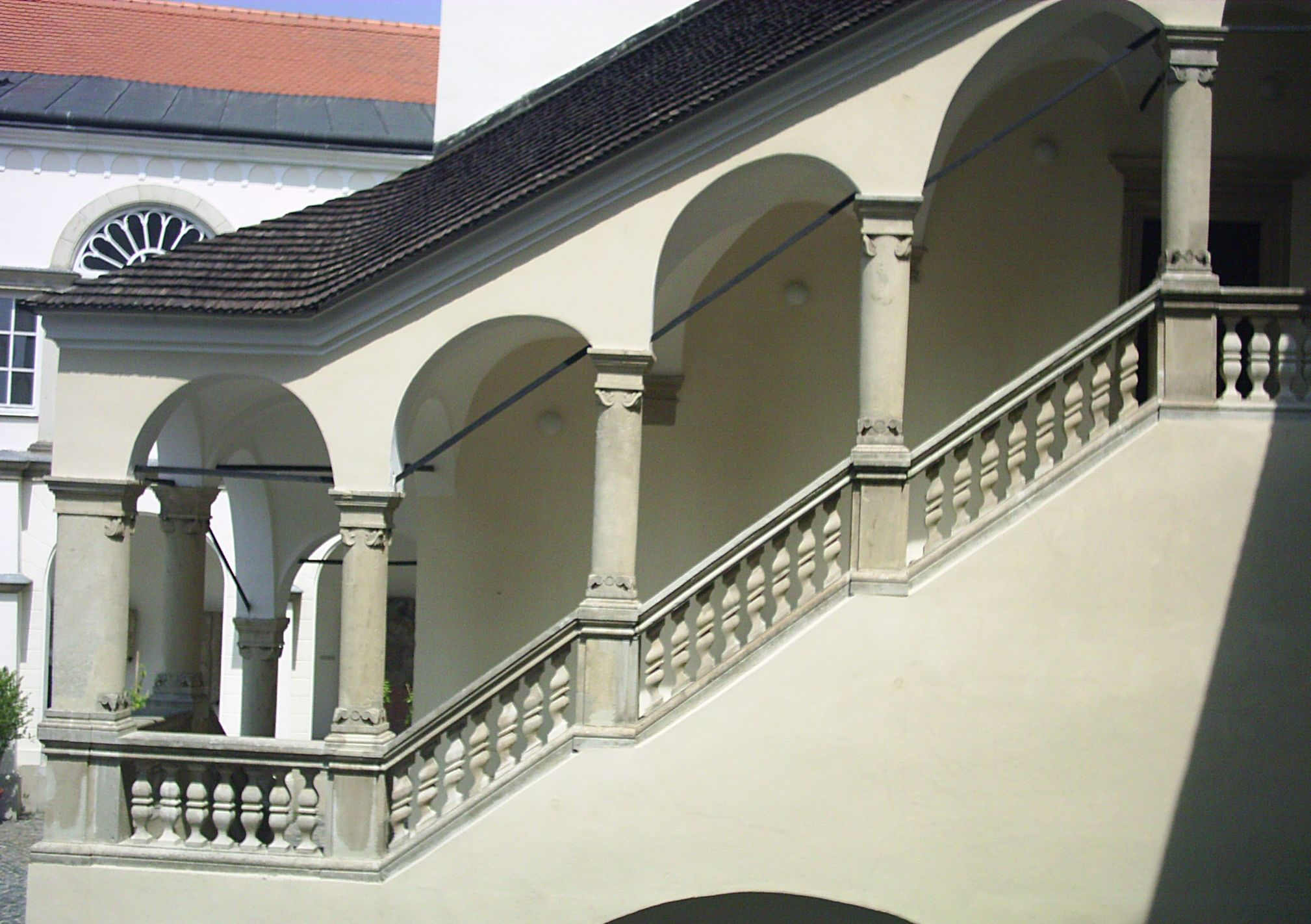
A Perényi-loggia, Sárospatak

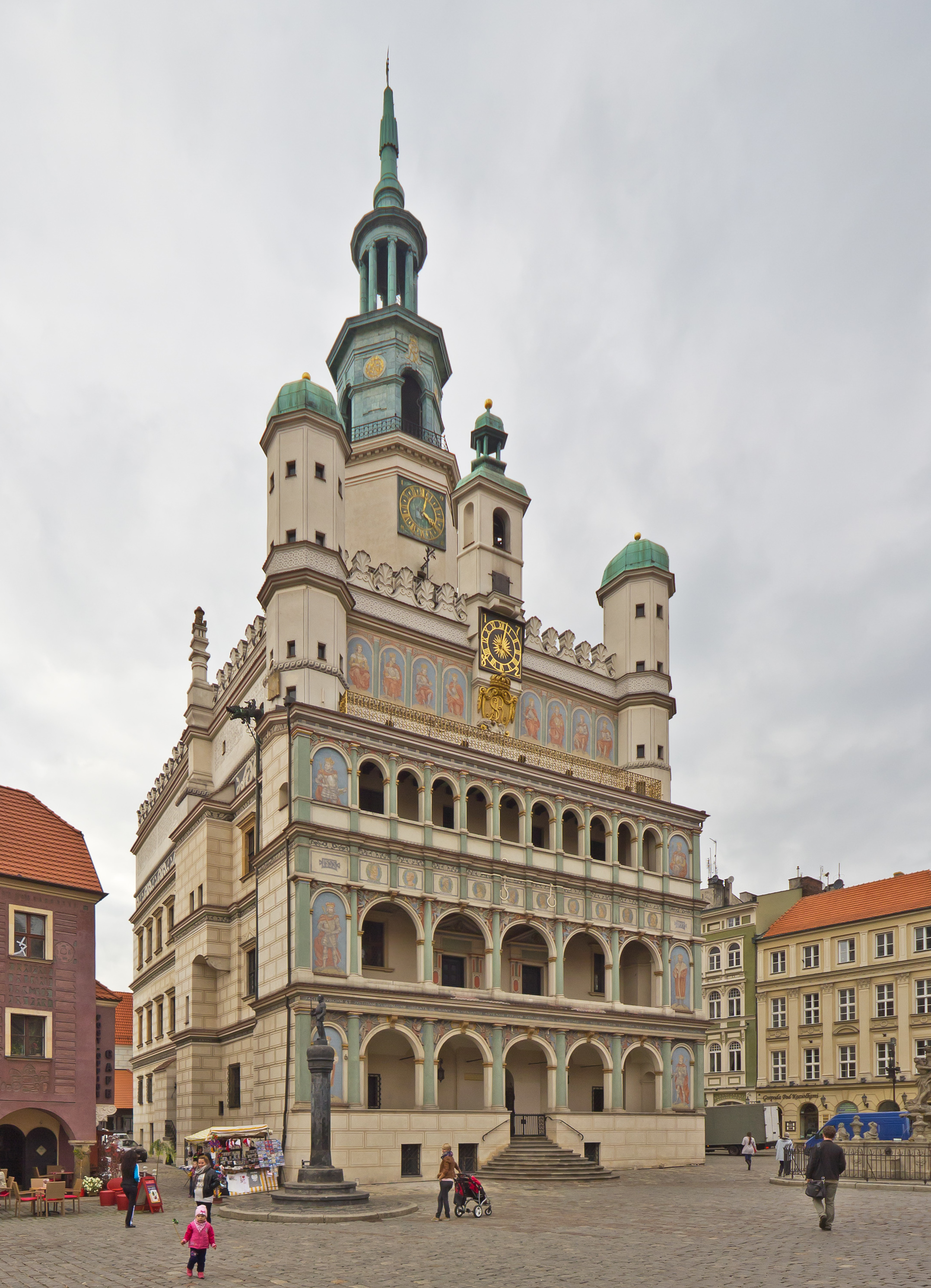
Háromemeletes árkádsoros loggia a városházán, Poznańban.

A loggia (olasz szó; magyaros írásmóddal: lodzsa) az építészetben hagyományosan "pillérekre vagy oszlopokra támaszkodó, nyitott, árkádos csarnok." vagy "Félig nyitott, árkádos csarnok vagy valamely épület falához simuló oszlopos - boltíves galéria. A hagyományos értelemben a loggia lehet önálló építmény is vagy megjelenhet egy- vagy többszintes elrendezésben épületek homlokzatán. Ennél lényegesen szűkebb a loggia ma használatos fogalma.

## A loggia hagyományos fogalma
A loggia a gótikus építészetben jelent meg először, pl. a velencei építészetben, majd a reneszánsz korában Olaszországban és más országokban is egyre szélesebb körben elterjedt mind egyházi, mind világi épületeken. A magyar reneszánsz építészet máig megőrzött remeke a Perényi-loggia a sárospataki Rákóczi-várban. 
A dunántúli késő reneszánsz várkastélyok uralkodó formai eleme lett  a loggia, amely a soproni tűztornyon és lakóházakon is megjelent.

## A loggia mai fogalma
A loggia mai értelmezésben lakóépületek erkélyszerű, ám a fal síkjából nem kiugró része - leginkább a az épülethomlokzatba bemélyedő nyitott térrész neve.
Magyar jogszabályi meghatározás szerint  " az épület homlokzati síkján belül lévő, három oldalról falakkal, alulról és felülről födémekkel határolt, helyiséghez közvetlenül csatlakozó külső tartózkodó tér."